# Will You Love Me Tomorrow
Will You Love Me Tomorrow är titeln på en låt skriven av Gerry Goffin och Carole King. Den har spelats in av många olika artister (The Shirelles, Cher, Ben E. King, Dusty Springfield, The Four Seasons m.fl.) och rankas bland Rolling Stones lista över The 500 Greatest Songs of All Time på # 125.